# Căn cứ Hải quân Hoa Kỳ Vịnh Subic

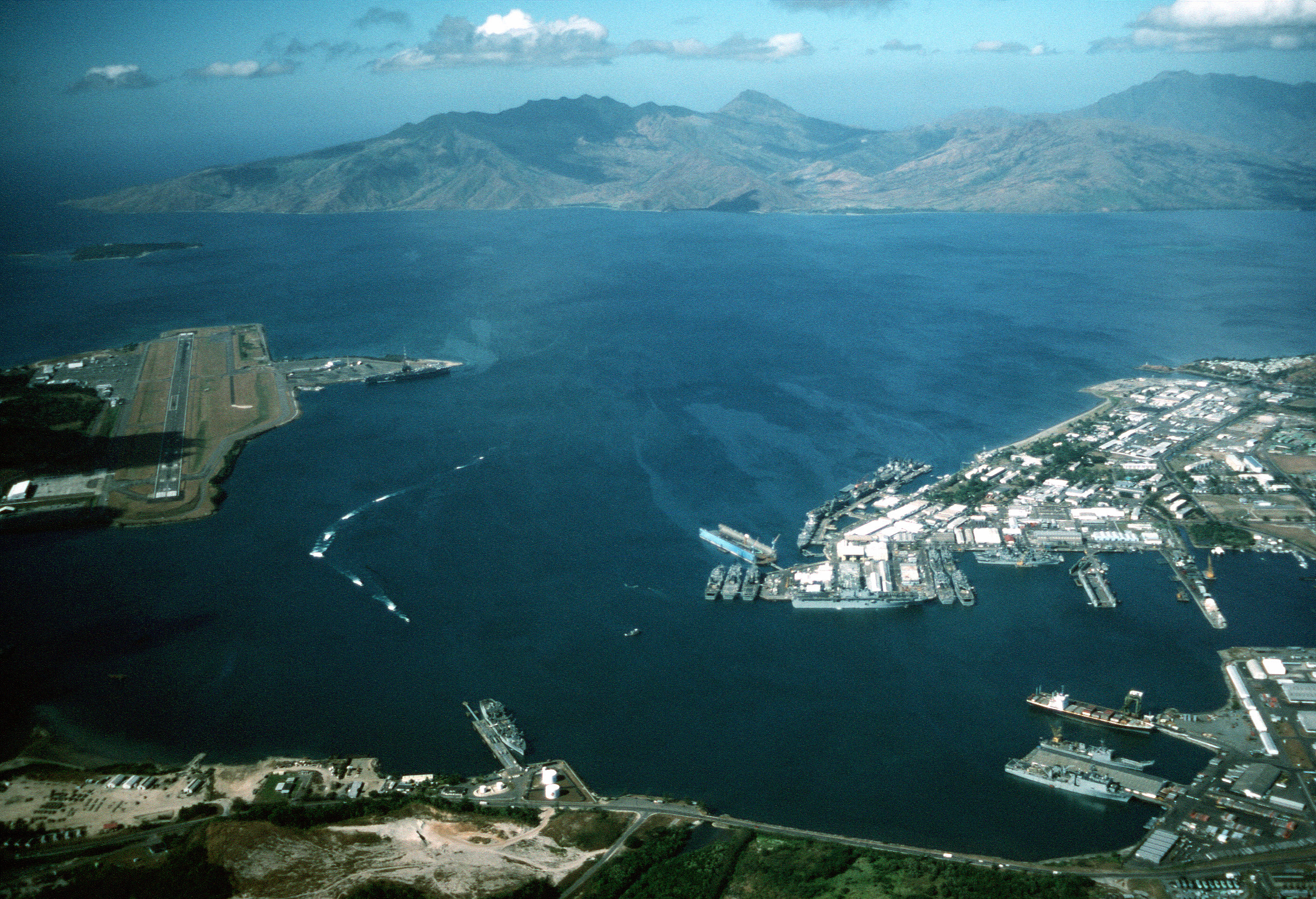
Không ảnh Trạm Hải quân Vịnh Subic (phải) và Trạm Không quân của Hải quân, Mũi Cubi (trái)

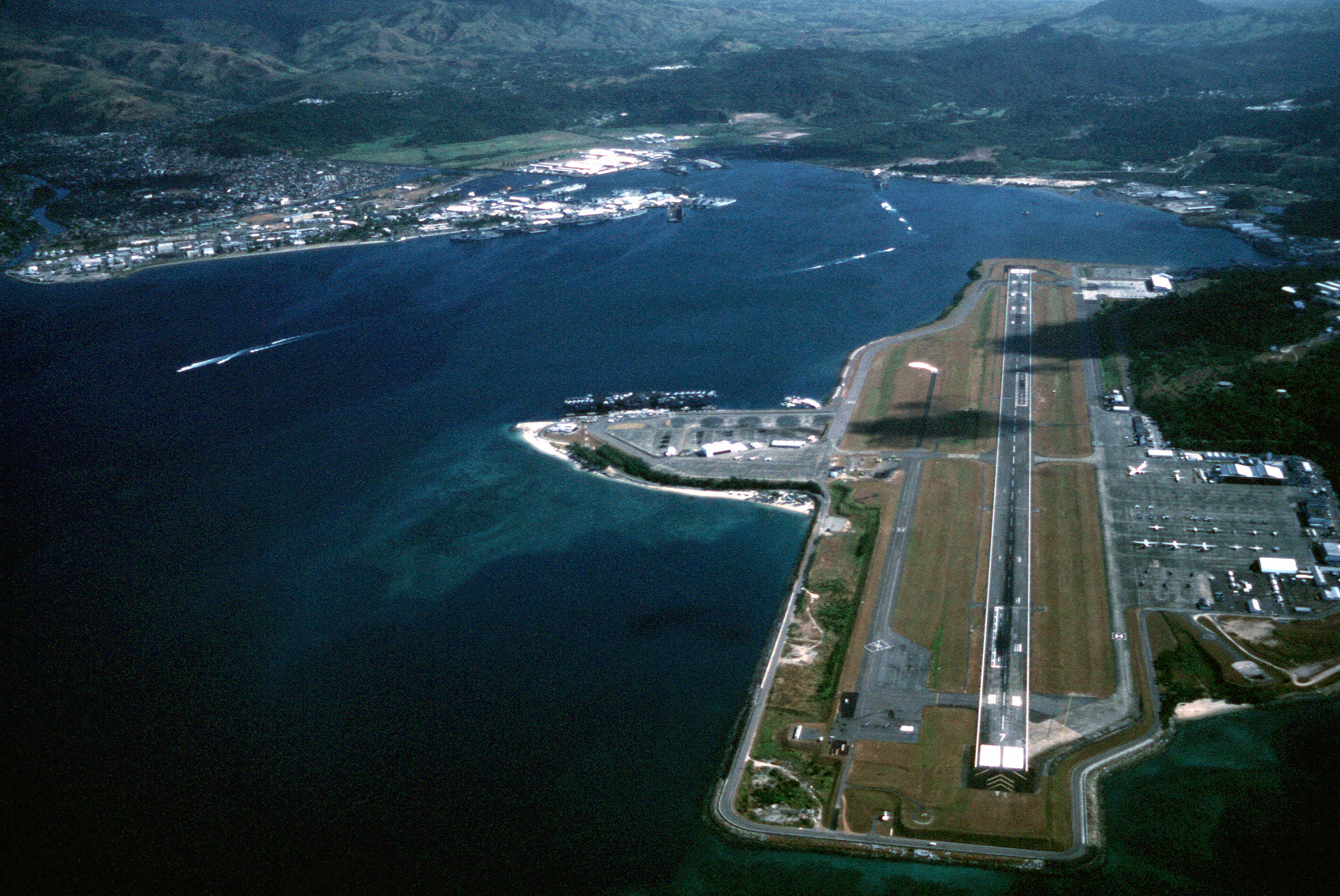
Không ảnh Mũi Cubi và Trạm Hải quân Vịnh Subic ở hậu cảnh

Căn cứ Hải Quân Hoa Kỳ Vịnh Subic (U.S. Naval Base Subic Bay) từng là một cơ sở giải trí, nghỉ ngơi, tiếp liệu và sửa chữa tàu chính yếu của Hải quân Hoa Kỳ đặt tại Zambales ở Philippines. Từng là cơ sở lớn nhất của Hải quân Hoa Kỳ tại Thái Bình Dương và từng là cơ sở quân sự hải ngoại lớn nhất của Quân đội Hoa Kỳ sau khi Căn cứ Không quân Clark tại Thành phố Angeles đóng cửa vào năm 1991.
Căn cứ này từng là nơi tạm cư của một số người Việt di tản ra khỏi đất nước vào cuối tháng 4 năm 1975 trước tình hình Sài Gòn sắp thất thủ. Hiện nay căn cứ này đã được trao trả về cho Philippines.

## Thời Tây Ban Nha
Vị trí chiến lược nổi tiếng của Vịnh Subic, neo thuyền an toàn, và mực nước sâu được biết đến khi nhà thám hiểm người Tây Ban Nha Juan de Salcedo báo cáo về sự tồn tại của nó với chính quyền Tây Ban Nha trong chuyến trở lại Manila sau khi Salcedo đến Zambales thiết lập quyền cai trị của Vương triều Tây Ban Nha. Nhưng phải mất nhiều năm trước khi người Tây Ban Nha xem xét việc lập một căn cứ tại đây.
Năm 1884, một sắc lệnh hoàng gia tuyên bố Vịnh Subic là một cảng hải quân.
Ngày 8 tháng 3 năm 1885, Hải quân Tây Ban Nha ra lệnh xây dựng Pháo đài trên Olongapo. Để bắt đầu, dân công Philippines phải nạo vét bến tàu và lưu vực bên trong vịnh và rồi xây một kinh đào vì Tây Ban Nha dự tính biến Olongapo và xưởng hải quân của họ như một cái "đảo".
Bờ kè, đường đê và một đường ray ngắn được xây dựng ngang qua vùng đầm lầy có sóng thủy triều. Để hoàn thành kế hoạch, người Philippines phải lấy hàng ngàn tấn bùn và đá khỏi Kalalake tại Olongapo để san lấp. Cường độ khai thác đá này quá lớn đến nổi một ngọn đồi từ từ biến mất và trở thành một phá nước trong khu vực mà nay được gọi là Công viên Hai trăm năm.
Cơ xưởng hải quân của Tây Ban Nha được xây dựng trên khu vực mà sau này là vị trí của cơ sở sửa chữa tàu Hải quân Hoa Kỳ.

## Trận Vịnh Manila
Ngày 25 tháng 4 năm 1898, Thiếu tướng Hải quân George Dewey, tư lệnh Hạm đội Á châu của Hoa Kỳ nhận được tin Hoa Kỳ tuyên chiến với Tây Ban Nha được lệnh rời Hồng Kông và tấn công hạm đội Tây Ban Nha tại Vịnh Manila.
Sáng sớm ngày 1 tháng 5 năm 1898, hạm đội Hoa Kỳ vào Vịnh Manila và một khi các tàu chiến Mỹ cách hạm đội Tây Ban Nha 4,5 km (5.000 yard), Dewey ra lệnh Thuyền trưởng Chiến hạm Olympia khai hỏa khi sẵn sàng. Hạm đội của Tây Ban Nha bị tiêu diệt hoàn toàn, 167 chết và 214 bị thương. Phía Hoa Kỳ chỉ có một số nhỏ bị thương và không có thương vong.
Vào tháng 6 năm 1898, gần 1000 người Tây Ban Nha rời Olongapo và tìm nơi trú ẩn tại đảo Grande. Khoảng tháng 7, Dewey ra lệnh các chiến hạm Raleigh và Concord tiến vào Vịnh Subic để gọi đảo Grande đầu hàng. Khi tàu chiến Hoa Kỳ đến nơi, họ thấy tuần dương hạm Đức Irene ở đảo. Nhưng khi các chiến hạm của Mỹ chuẩn bị hành động và bắt đầu tiến về phía Irene, nó bỏ chạy quanh qua phía kia của đảo Grande. Lực lượng trú phòng trên đảo không kháng cự và lập tức đầu hàng Thuyền trưởng Joseph Coghlan của chiến hạm Raleigh.

## Chiến tranh Philippines-Mỹ
Trong cuộc Chiến tranh Philippines-Mỹ, người Mỹ tập trung vào việc sử dụng trạm hải quân của Tây Ban Nha tại Mũi Sangley và hầu như bỏ quên Vịnh Subic và pháo đài bị lực lượng Philippines chiếm giữ.
Mùa hè năm 1899, tàu vũ trang Mỹ bắt đầu tuần tra Vịnh Subic. Trong lúc tuần tra thường lệ, tàu tiếp liệu Zafiro bị khẩu đội pháo mới xây dựng của Philippines khai hỏa khi nó vào Vịnh Subic. Zafiro rút về Cavite và báo cáo sự vụ cho tổng hành dinh. Tuần dương hạm Charleston được đưa đến để đe dọa khẩu đội pháo nhưng khi nó rút lui thì khẩu đội pháo liền nả một quả pháo khiêu khích người Mỹ.
Ngày 23 tháng 9 năm 1899, các tàu chiến Charleston, Concord, Monterey và Zafiro tiến vào Vịnh Subic để tiêu diệt khẩu đội pháo. Sau khi nả pháo vào khẩu đội pháo một lúc, 180 thủy thủ từ chiến hạm Charleston đổ bộ lên Subic trong lúc các chiến hạm khác vẫn tiếp tục nả pháo. Kết quả là khẩu đội pháo bị phá hủy hoàn toàn. Tất cả trở về chiến hạm và cùng đoàn chiến hạm tiến về Manila. Mặc dù khẩu đội pháo bị phá hủy, lực lượng Philippines vẫn còn giữ được xưởng sửa chữa hải quân cũng như Olongapo.
Tháng 12 năm 1899, Hoa Kỳ chiếm được xưởng sửa chữa hải quân. Thủy quân lục chiến Hoa Kỳ nhận trách nhiệm với xưởng sửa chữa hải quân trong lúc Lục quân Hoa Kỳ kiểm soát Olongapo. Olongapo sau đó được dùng như nơi nương náu của những người Philippines không có cảm tình với quân nổi dậy.
Thủy quân lục chiến hành xử thẩm quyền dân sự trên Olongapo và ra lệnh bầu cử địa phương, bổ nhiệm cảnh sát bản xứ, phân phát thực phẩm phụ trợ những lúc mất mùa, cung cấp chăm sóc sức khoẻ, và xây trường học dạy tiếng Anh.
Năm 1900, Đô đốc Hải quân George Dewey và Đô đốc George C. Remey, tư lệnh Hạm đội Á châu tin rằng Vịnh Subic có tiềm năng lớn nhất cho một căn cứ hải quân. Sau khi tham khảo ý kiến và duyệt qua các đề nghị, Tổng thống Theodore Roosevelt ra một sắc lệnh hành chánh thiết lập Khu dành riêng cho Hải quân Vịnh Subic.
Giá trị của Vịnh Subic như một khu huấn luyện được công nhận khi Thủy quân lục chiến thực tập hành quân trong môi trường hoang dã và khó khăn.
Tháng 6 năm 1907 khi căng thẳng với Nhật Bản gia tăng, Lục quân và Hải quân của Hoa Kỳ tại Philippines được lệnh bí mật tập trung tại Vịnh Subic. Tuy nhiên chương trình bị các lãnh đạo quân sự khác và Toàn quyền Leonard Wood phản đối. Các cuộc tranh luận gay gắt diễn ra và các chương trình xây căn cứ chính tại Philippines bị bỏ qua. Roosevelt rất thất vọng về việc này và thay vào đó hối thúc phát triển Trân Châu Cảng tại Hawaii.

## Thế chiến I và những năm giữa hai thế chiến

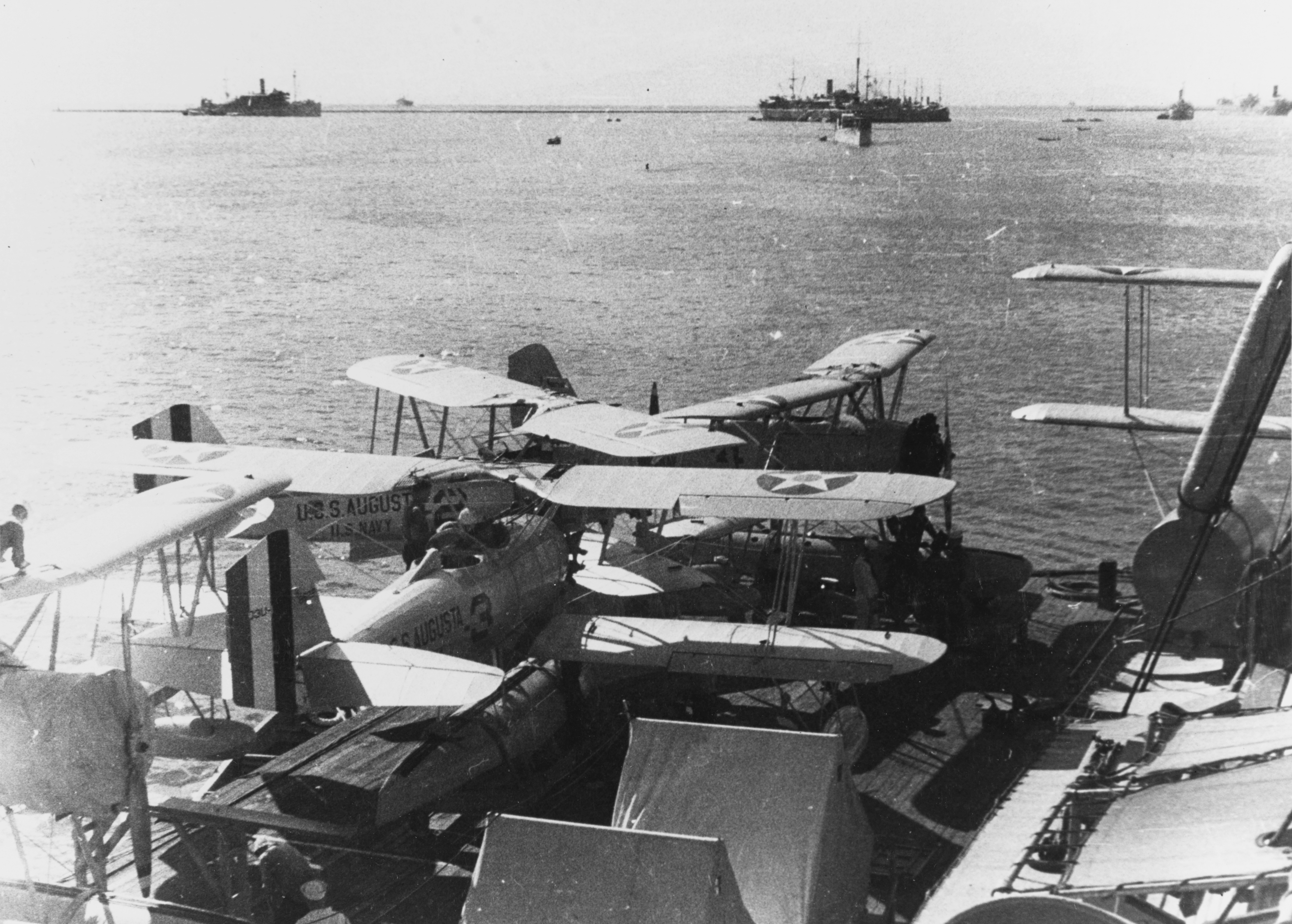
1933: Phi cơ thám thính Vought O3U-1 "Corsair" trên Tuần dương hạm Augusta trong các cuộc tập trận tại Vịnh Subic

Năm 1917, Hoa Kỳ bị lôi cuốn vào Chiến tranh thế giới thứ nhất, tất cả các xưởng tàu thủy của hải quân bao gồm Vịnh Subic bắt đầu làm việc trong nhịp độ rất hối hả để chuẩn bị cho tàu thuyền ra biển.
Hiệp ước Hải quân Washington năm 1922 kêu gọi hạn chế hải lực nên các sơ sở tại căn cứ cũng bị ảnh hưởng, một số bị đóng và lực lượng nhân viên bị cắt giảm. Chính phủ Nhật Bản luôn theo dõi hoạt động tại Philippines để tìm bằng chứng vi phạm hiệp ước năm 1922.
Trong thập niên 1930, một chương trình trồng cây được khởi sự biến trạm hải quân thành một vườn nhiệt đới thực sự với đường phố có cây trồng hai bên như dừa, dâm bụt và dành dành.

## Thế chiến II
Vào giữa thập niên 1940, Đức Quốc xã đã tràn ngập châu Âu và Nhật Bản bắt đầu vươn vai quân sự của mình. Quốc hội Hoa Kỳ vì vậy cho phép tháo khoán quỹ cần dùng để cải tiến phòng thủ duyên hải Manila và Vịnh Subic. Tổng thống Franklin D. Roosevelt ra lệnh sáp nhập các lực lượng quân sự Philippines và lực lượng quân sự Hoa Kỳ ở Viễn Đông vừa mới thành lập lại thành một. Tướng Douglas MacArthur được lệnh trở lại phục vụ với quân hàm trung tướng và chức vụ Tư lệnh Quân đội Hoa Kỳ tại Philippines và Quân đội Philippines.
Năm 1941, trong khi Thủy quân lục chiến xây dựng phòng tuyến trên bờ biển, các phi cơ PBY Catalina thực hiện các chuyến bay tuần tra hàng ngày ngoài Luzon vì có tin là quân Nhật sắp tiến vào Philippines. Ngày 11 tháng 12, 7 phi cơ Catalinas vừa thực hiện tuần tra trở về thì gặp phải các phi cơ A6M Zero của Nhật Bản xuất hiện và rượt đuổi. Kết quả một phi cơ Nhật bị hạ và toàn bộ các phi cơ Hoa Kỳ Catalinas chìm xuống đáy lòng chảo bên trong Vịnh Subic.
Vào ngày 24 tháng 12 trong lúc tình thế ở Subic trở nên tuyệt vọng, lệnh rút quân và tiêu hủy căn cứ được ban hành. Tất cả đều bị đốt cháy trong lúc người Philippines tiêu hủy cả thị trấn Olongapo. Thủy quân lục chiến rút về Bataan và dần dần về Corregidor nơi mà họ thực hiện một cuộc kháng cự cuối cùng.
Ngày 10 tháng 1 năm 1942, binh sĩ của Sư đoàn Lục quân 14 của quân đội Đế quốc Nhật Bản tiến vào Olongapo và vào ngày 12 thì người Nhật dùng thuyền đánh cá bản xứ tiến vào chiếm đảo Grande.
Ngày 20 tháng 10 năm 1944, bốn sư đoàn Bộ binh Hoa Kỳ trên 650 tàu đổ bộ lên Palo, Leyte thực hiện lời hứa của MacArthur trở lại Philippines.
Vào tháng 1 năm 1945, người Nhật bỏ tất cả trừ Vịnh Subic. Ngày 29 tháng 1, 40.000 quân của Hoa Kỳ tiến về Vịnh Subic. Người Nhật biết là cuối cùng sẽ thua trận nên quyết định phá hủy Olongapo. Ngày hôm sau thì Hoa Kỳ chiếm được đảo Grande và Hải quân bắt đầu rà và trục vớt mìn trong vịnh.

## Sau chiến tranh

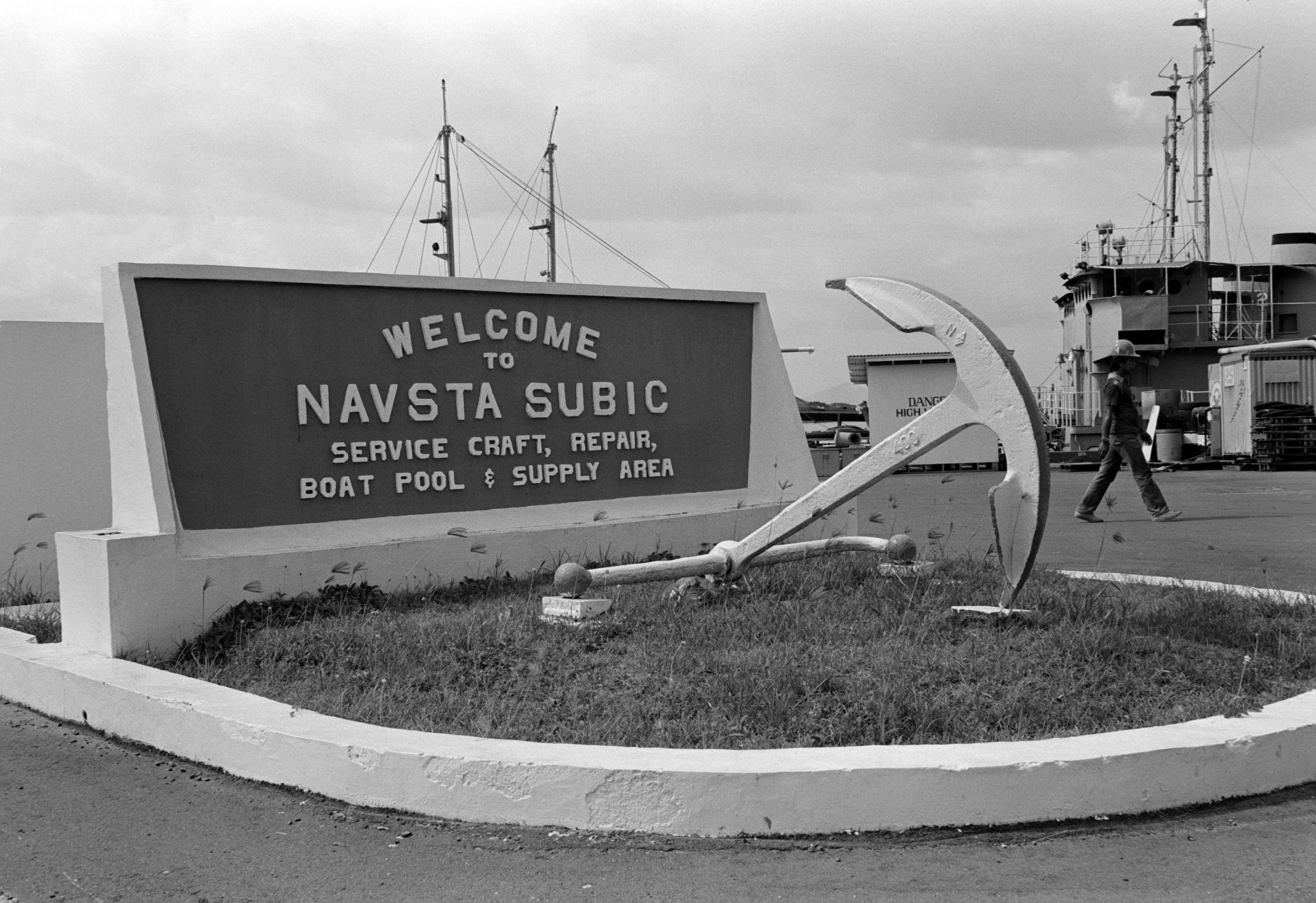
Bản hiệu chào đón

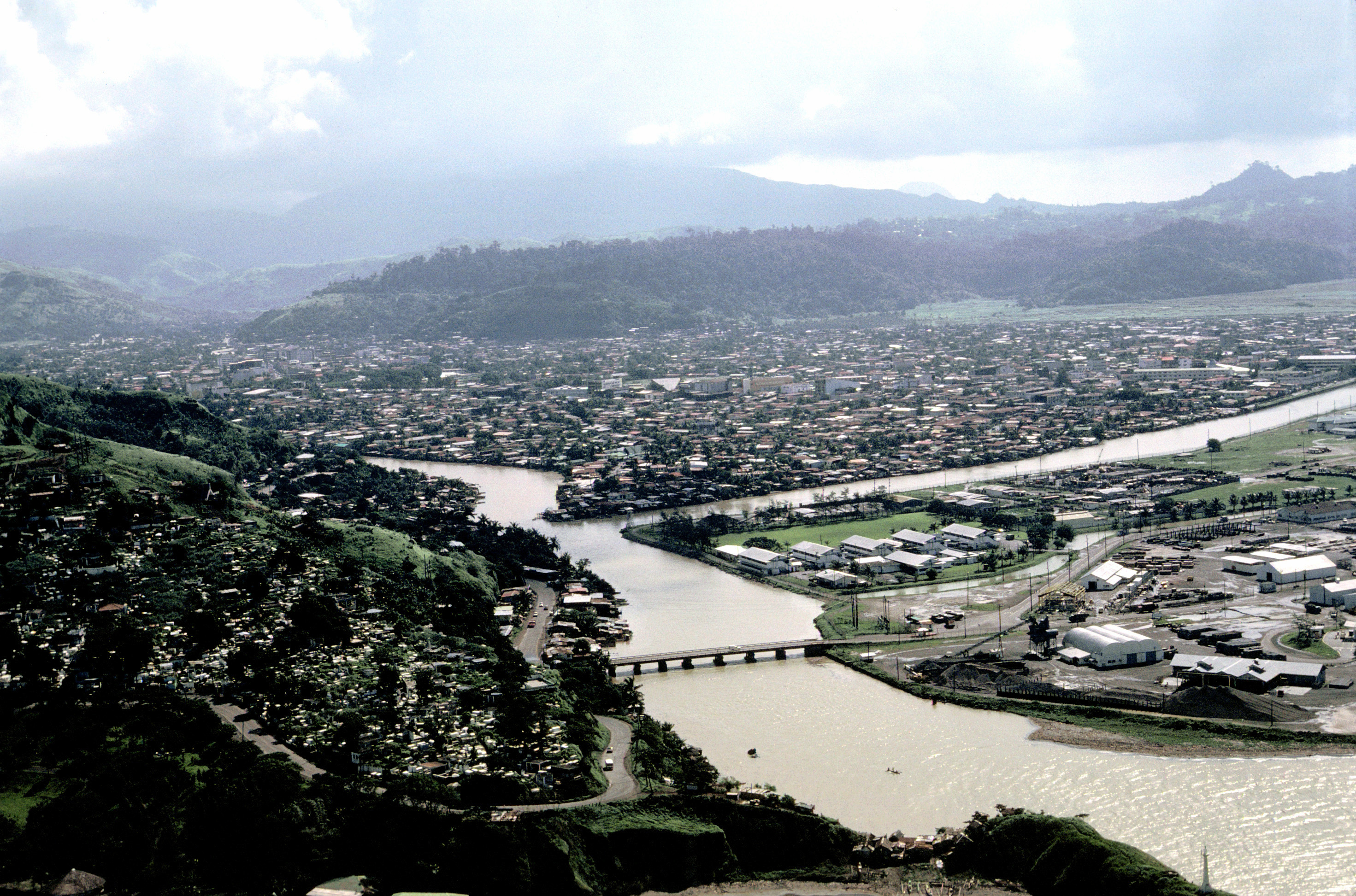
Olongapo và cầu dắt vào Trạm Hải quân Vịnh Subic năm 1981

Ngay sau khi giải phóng Philippines, Vịnh Subic được biến thành Đơn vị Hải quân Tiền phương số 6. Đảo Grande được tái chiếm và đồn trú với các đại bác 155 mm và phòng không nhưng chưa bao giờ phát triển để trở thành căn cứ duyên phòng thường trực. Vài năm sau đó, đảo Grande được dùng như một khu giải trí của hạm đội.
Tháng 7 năm 1945 một nhà kho tiếp liệu của hải quân được thiết lập tại Maquinaya, cách căn cứ chính 5 km, cùng với một nhà kho xây dựng căn cứ. Các hoạt động kết hợp đã nâng số nhân sự dân sự lên một đỉnh điểm là 9.000 người năm 1946.
Thị trấn Olongapo được tái thiết như một thị trấn Mỹ. Mặc dù Philippines được trao trả độc lập vào ngày 4 tháng 7 năm 1946, Olongapo vẫn nằm dưới quyền quản trị của Khu dành riêng cho Hải quân Hoa Kỳ Vịnh Subic. Chỉ huy trưởng của Trạm Hải quân cũng là chủ tịch của hội đồng thị trấn, ban giáo dục, ban bệnh viện và các bộ phận điều hành khác.
Ngày 14 tháng 3 năm 1947, Thỏa ước Căn cứ Quân sự được ký kết cho phép Hoa Kỳ mướn 16 căn cứ và khu vực dành cho quân sự bao gồm Vịnh Subic cũng như việc quản trị thị trấn Olongapo một khoảng thời gian là 99 năm.
Chiến tranh Triều Tiên đã cho Hoa Kỳ thấy nhu cầu cho một trạm không quân thuộc hải quân. Đô đốc Arthur W. Radford, Chỉ huy trưởng các Hoạt động của Hải quân, cho xây dựng một trạm không quân của hải quân tại Mũi Cubi (Cubi Point) cách Căn cứ Hải quân Vịnh Subic 5 km. Ông viễn tưởng trạm không quân này như một vạch nối quan trọng trong việc phòng thủ tây nam Thái Bình Dương. Họ đã mất đến 5 năm để xây căn cứ hải quân này.
Cơ sở phương tiện giá trị $100 triệu được đưa vào sử dụng vào ngày 25 tháng 7 năm 1956 và bao gồm trạm không quân và bến đổ tàu kế bên có khả năng cho các hàng không mẫu hạm lớn nhất của hải quân cập bến.
Cùng lúc đó số người Philippines ngày càng gia tăng tại cả Olongapo và Manila bắt đầu kêu gọi tách Olongapo ra khỏi Khu dành riêng cho Hải quân và trao trả lại cho Philippines. Ngày 7 tháng 12 năm 1959 Hoa Kỳ trả Olongapo về chính phủ Philippines.

## Chiến tranh Việt Nam

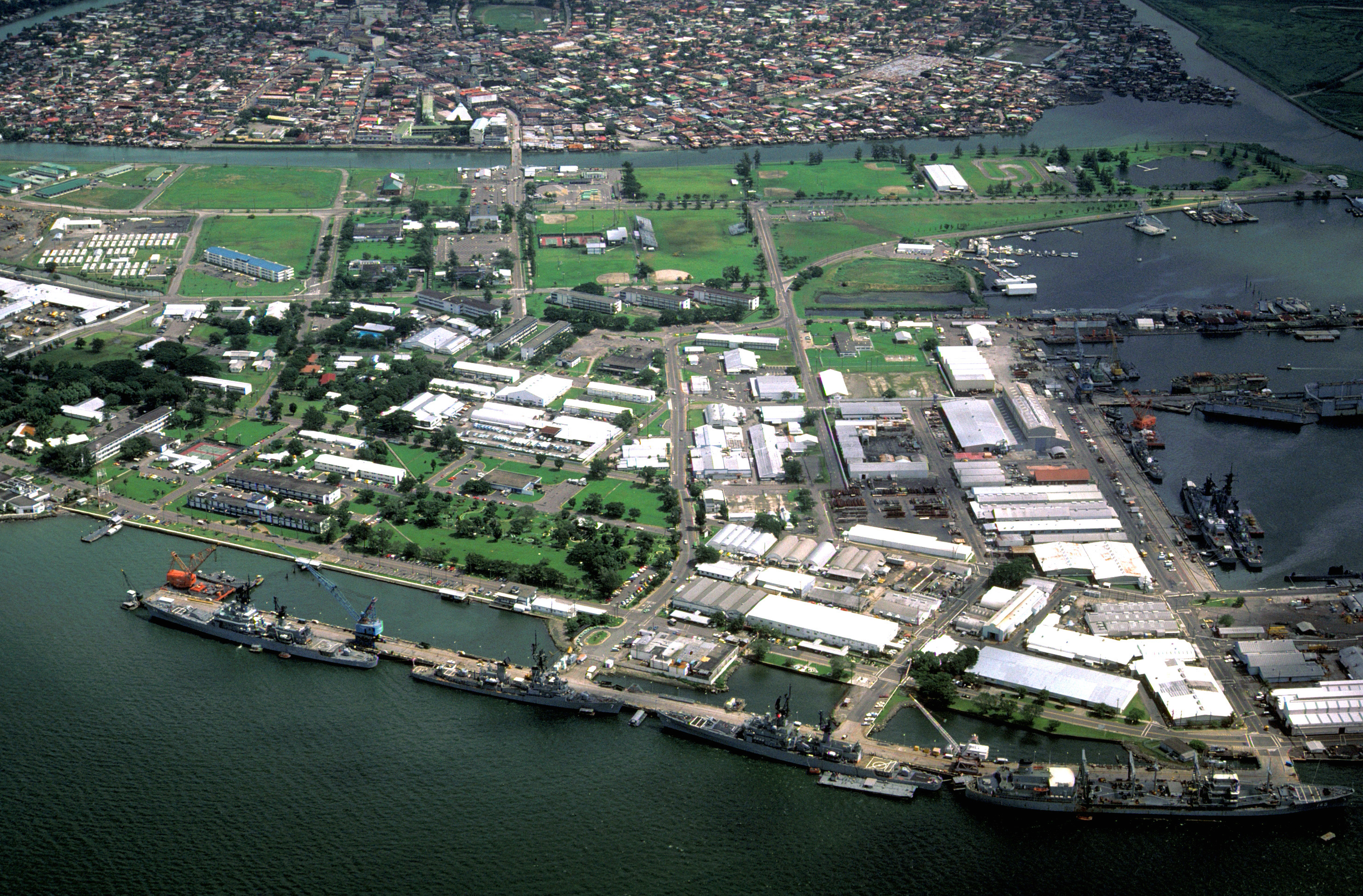
Không ảnh Căn cứ Hải quân Vịnh Subic năm 1981

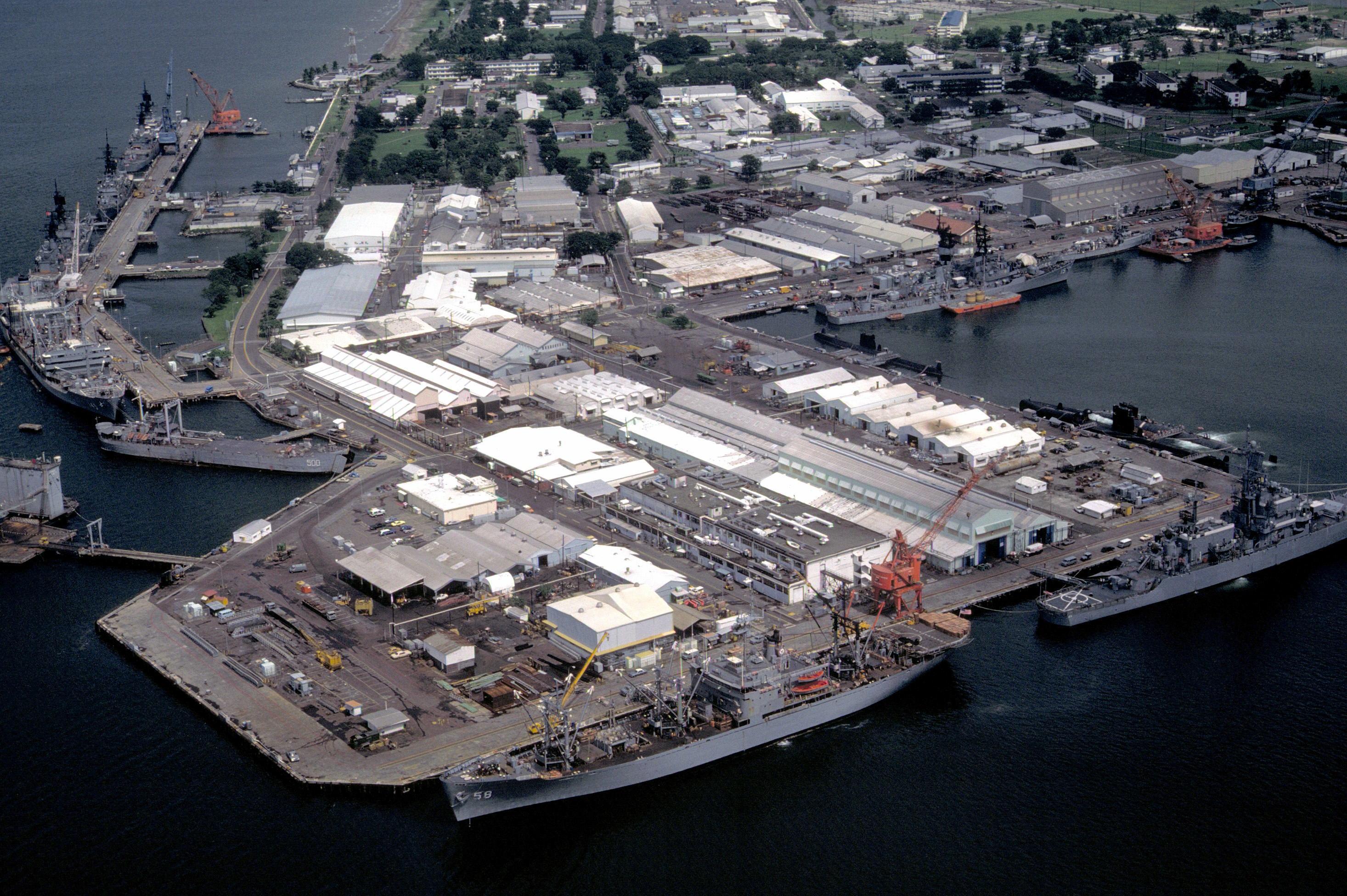
Khu vực tàu cập bến của Trạm Hải quân Vịnh Subic năm 1981

Chiến tranh Việt Nam đã đặt lượng công việc rất to lớn lên Vịnh Subic. Căn cứ trở thành trạm phục vụ và siêu thị cho Đệ thất Hạm đội Hoa Kỳ sau Sự kiện Vịnh Bắc Bộ năm 1964. Từ con số trung bình 98 chuyến tàu ghé thăm cảng mỗi tháng trong năm 1964 vượt lên đến con số trung bình 215 chuyến vào năm 1967, với khoảng 30 tàu luôn có mặt ở cảng bất cứ thời điểm nào. Một con số kỷ lục được lập là vào tháng 10 năm 1968 có đến 47 tàu trong cảng.
Cơ sở giải trí và giao dịch trao đổi chính gần cổng chính cũng như 100 đơn vị nhà ở được xây dựng. Có đến 4.224.503 lượt thủy thủ ghé Vịnh Subic trong năm 1967.
Vào ngày 12 tháng 6 năm 1968 Tướng William Westmoreland viếng thăm Vịnh Subic và cảm ơn nhân viên của căn cứ đã trợ giúp khi ông làm tư lệnh lực lượng Mỹ tại Việt Nam.
Theo sau sự sụp đổ của Sài Gòn trong mùa hè năm 1975 hàng trăm ngàn người tị nạn bỏ trốn khỏi Việt Nam. Hàng ngàn trong số đó được tàu Hải quân Hoa Kỳ cứu vớt ngoài khơi và đưa vào Vịnh Subic. Một trung tâm tiến hành thủ tục tạm thời được thiết lập trên đảo Grande trong năm 1975. Sau đó họ được đưa sang Trung tâm Tiến hành Thủ tục Tị nạn Philippines (Philippine Refugee Processing Center) tại Morong, Bataan.
Thỏa ước Căn cứ Quân sự năm 1947 được tu chính vào năm 1979, thay đổi vai trò của người Mỹ tại Vịnh Subic từ làm chủ sang làm khách. Bản tu chính xác nhận chủ quyền của Philippines trên căn cứ và giảm khu vực dành cho Hoa Kỳ sử dụng từ 244 km² xuống 63 km². Quân đội Philippines đảm nhiệm trách vụ vòng ngoài chu vi của căn cứ để giảm các biến cố giữa quân sự Hoa Kỳ và dân sự Philippines.

## Đóng cửa căn cứ

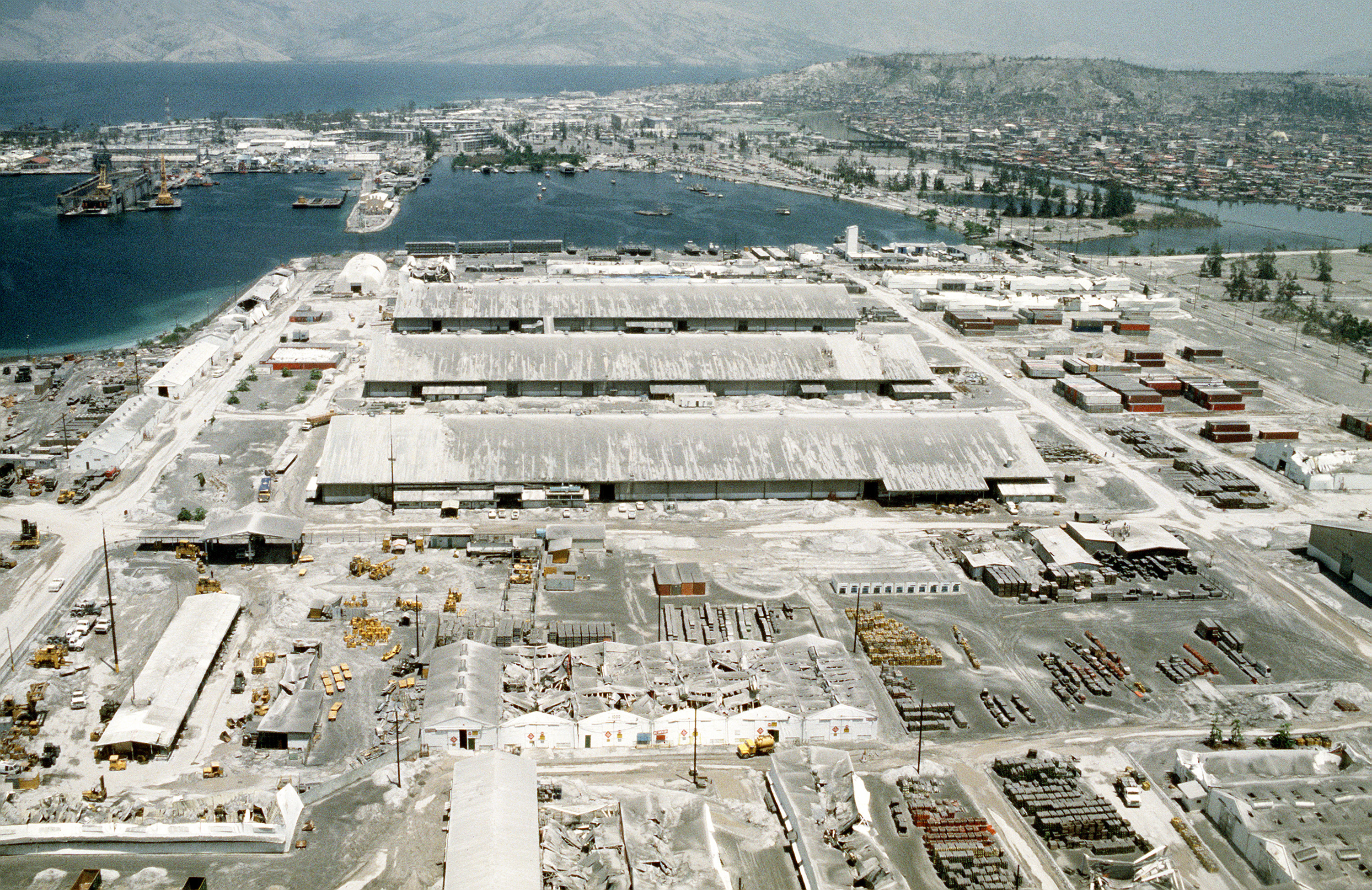
Tro tàn từ Núi Pinatubo trải lên Trạm Hải quân Vịnh Subic

Vào ngày 15 tháng 6 năm 1991, núi Pinatubo cách Vịnh Subic khoảng 32 km bùng nổ với sức mạnh gấp 8 lần hơn núi St. Helens. Ngày biến thành đêm khi tro tàn của núi lửa che lấp Mặt Trời. Cùng với động đất, mưa to, sấm chớp vì một cơn bão đi qua bắc Luzon làm ngày thứ bảy đen tối thành một cơn ác mộng dài 36 giờ.
Vào sáng chủ nhật, khi cơn giận dữ của núi lửa chìm xuống, Vịnh Subic, từng là một trong các căn cứ hải quân được bảo trì tốt và đẹp nhất tại Thái Bình Dương bị chôn dưới một lớp đất cát thấm nước mưa dày 1 bộ. Các tòa nhà khắp nơi bị đổ sập dưới sức nặng của tro xám gây thiệt hại nhân mạng cho khoảng trên 60 người trong khu vực vịnh và Olongapo.
Khoảng tối chủ nhật, núi lửa tiếp tục phun, thêm vào đó là điện và nước thiếu hụt dẫn đến quyết định di tản tất cả những người phụ thuộc.
Căn cứ Không quân Clark, rất gần Núi Pinatubo, được tuyên bố là hoàn toàn hư hại và kế hoạch đóng cửa bắt đầu khởi sự.
Trong hai tuần thì Trạm Không quân của Hải quân ở Mũi Cubi trở lại hoạt động nhưng hạn chế. Chẳng bao lâu thì đa số các tòa nhà có điện và nước phục hồi. Khoảng giữa tháng 7, điện nước của đa số đơn vị nhà ở gia đình được phục hồi. Những người phụ thuộc bắt đầu quay trở về.
Trước khi Thỏa ước Căn cứ Quân sự năm 1947 hết hạn vào ngày 16 tháng 9 năm 1991, các cuộc thương lượng căng thẳng giữa hai chính quyền Mỹ và Philippines bắt đầu. Kết cuộc là Hiệp ước Hữu nghị, Hòa bình và Hợp tác ra đời. Kết quả này gia hạn hợp đồng thuê mướn căn cứ của Mỹ tại Philippines.
Ngày 13 tháng 9 năm 1991, Thượng viện Philippines bác bỏ phê chuẩn hiệp ước.

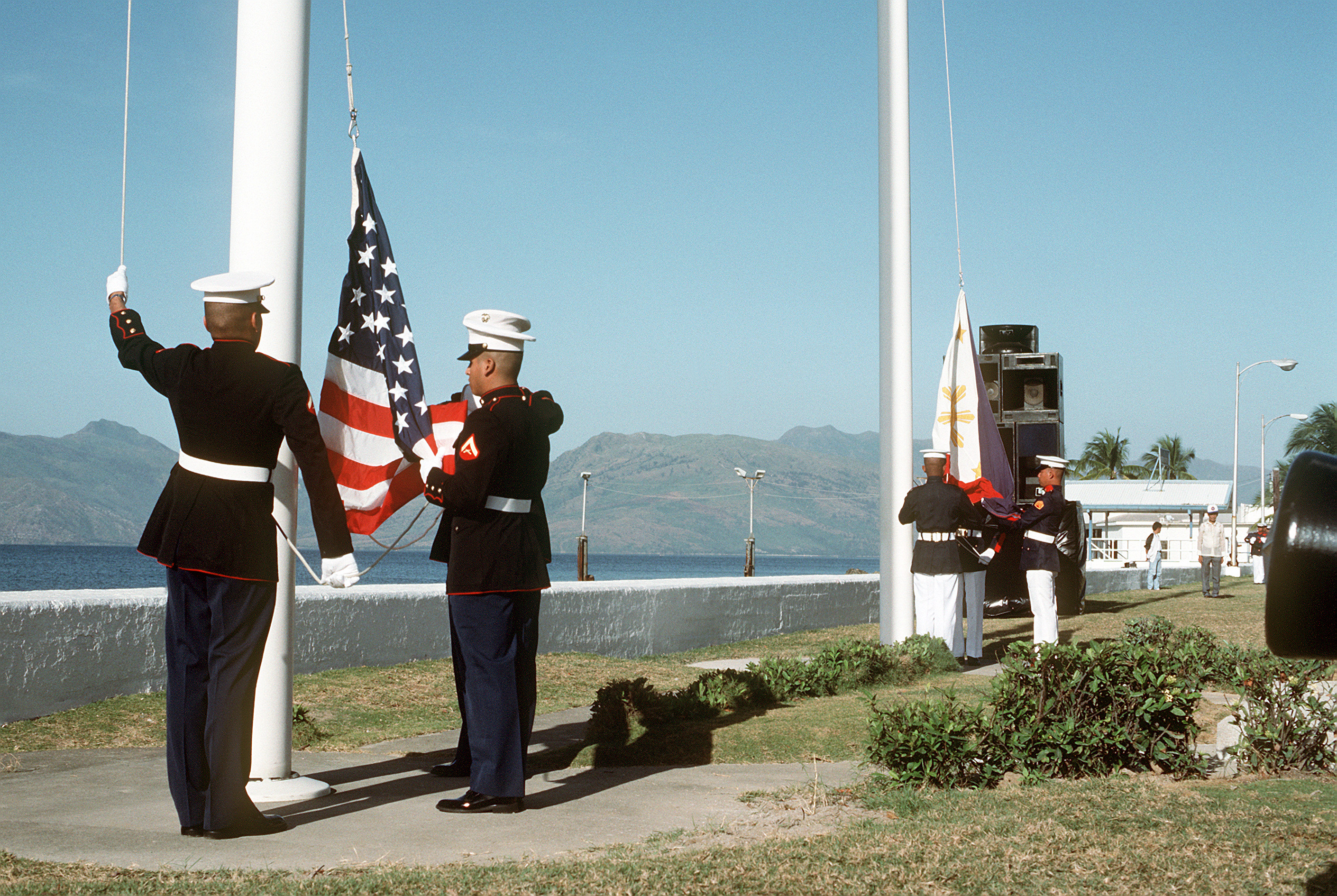
Cờ Mỹ được hạ xuống và cờ Philippines được kéo lên trong lễ bàn giao Trạm Hải quân Vịnh Subic

Tháng 12 năm 1991, hai chính phủ lại nói chuyện tiếp về việc gia hạn sự rút quân của lực lượng Hoa Kỳ thêm ba năm nhưng bị gián đoạn khi Hoa Kỳ từ chối nói rõ chi tiết chương trình rút quân của họ hoặc cho biết vũ khí nguyên tử có được giữ tại căn cứ hay không; vũ khí nguyên tử bị cấm trên đất Philippines. Cuối cùng vào ngày 27 tháng 12, Tổng thống Corazon Aquino, người từng cố gắng trì hoãn việc rút quân để giảm bớt tình trạng yếu kém của nền kinh tế, đưa ra thông báo chính thức cho Hoa Kỳ rời khỏi căn cứ cho đến cuối năm 1992.
Cuối cùng ngày 24 tháng 11 năm 1992, cờ Mỹ hạ xuống tại Subic lần cuối cùng và 1.416 thủy thủ và thủy quân lục chiến rời căn cứ bằng máy bay từ Mũi Cubi và bằng tàu Belleau Wood. Việc rút quân này đánh dấu lần đầu tiên, kể từ thế kỷ 16, không có một lực lượng quân sự ngoại quốc nào hiện diện trên đất Philippines.